# Amalda mucronata
Amalda mucronata is een slakkensoort uit de familie van de Ancillariidae. De wetenschappelijke naam van de soort is voor het eerst geldig gepubliceerd in 1830 door Sowerby I.